# Coppa Italia 2010 (canoa polo maschile)
La Coppa Italia di canoa polo maschile 2010 è stata l'11ª edizione di questo trofeo con il regolamento ICF e si è tenuta a Maiori nei giorni 27 e 28 marzo. È stata vinta per la settima volta dal Circolo Nautico Posillipo, che ha battuto in finale il Canoa Club Palermo. Terza è arrivata un'altra siciliana, il KST Siracusa, battendo nella finalina il Circolo Canottieri Antonio Offredi A.S.D. di Amalfi.

## Formula
Le 24 squadre erano divise in 6 gironi all'italiana di sola andata. Al termine le prime due classificate di ogni girone hanno costituito altri quattro gironi (da tre squadre ciascuno) che sono serviti a designare le squadre per le semifinali, non solo per il 1° ma anche per il 5º e il 9º posto. Una struttura simmetrica era prevista anche per le squadre che erano arrivate terze e quarte nei gironi iniziali.

## Tabellone

### Prima fase
|  |    | Girone A            | Pti | G | V | N | P |
|  | -- | ------------------- | --- | - | - | - | - |
|  | 1. | CN Posillipo        | 9   | 3 | 3 | 0 | 0 |
|  | 2. | GC Polesine         | 6   | 3 | 2 | 0 | 1 |
|  | 3. | GC Roma A           | 3   | 3 | 1 | 0 | 2 |
|  | 4. | SS Lazio Canoa Polo | 0   | 3 | 0 | 0 | 3 |

|  |    | Girone B    | Pti | G | V | N | P |
|  | -- | ----------- | --- | - | - | - | - |
|  | 1. | CC Palermo  | 9   | 3 | 3 | 0 | 0 |
|  | 2. | CC Napoli   | 6   | 3 | 2 | 0 | 1 |
|  | 3. | LNI Taranto | 3   | 3 | 1 | 0 | 2 |
|  | 4. | GC Roma B   | 0   | 3 | 0 | 0 | 3 |

|  |    | Girone C     | Pti | G | V | N | P |
|  | -- | ------------ | --- | - | - | - | - |
|  | 1. | KST Siracusa | 9   | 3 | 3 | 0 | 0 |
|  | 2. | SC Ichnusa   | 6   | 3 | 2 | 0 | 1 |
|  | 3. | San Miniato  | 3   | 3 | 1 | 0 | 2 |
|  | 4. | CC Firenze B | 0   | 3 | 0 | 0 | 3 |

|  |    | Girone D        | Pti | G | V | N | P |
|  | -- | --------------- | --- | - | - | - | - |
|  | 1. | CC Offredi A    | 9   | 3 | 3 | 0 | 0 |
|  | 2. | CC Firenze A    | 6   | 3 | 2 | 0 | 1 |
|  | 3. | UCK Bari        | 3   | 3 | 1 | 0 | 2 |
|  | 4. | Canott. Sabazia | 0   | 3 | 0 | 0 | 3 |

|  |    | Girone E     | Pti | G | V | N | P |
|  | -- | ------------ | --- | - | - | - | - |
|  | 1. | CUS Bari     | 9   | 3 | 3 | 0 | 0 |
|  | 2. | Jomar Club   | '4  | 3 | 1 | 1 | 1 |
|  | 3. | CC Offredi B | 3   | 3 | 1 | 0 | 2 |
|  | 4. | LNI Ancona   | 1   | 3 | 0 | 1 | 2 |

|  |    | Girone F     | Pti | G | V | N | P |
|  | -- | ------------ | --- | - | - | - | - |
|  | 1. | CK Academy   | 7   | 3 | 2 | 2 | 0 |
|  | 2. | Mariner CC   | 7   | 3 | 2 | 1 | 0 |
|  | 3. | SC No Limits | 3   | 3 | 1 | 0 | 2 |
|  | 4. | Asd SNAP     | 0   | 3 | 0 | 0 | 3 |

### Seconda fase
|  |    | Girone G     | Pti | G | V | N | P |
|  | -- | ------------ | --- | - | - | - | - |
|  | 1. | CN Posillipo | 6   | 2 | 2 | 0 | 0 |
|  | 2. | Mariner CC   | 3   | 2 | 1 | 0 | 1 |
|  | 3. | SC Ichnusa   | 0   | 2 | 0 | 0 | 2 |

|  |    | Girone H     | Pti | G | V | N | P |
|  | -- | ------------ | --- | - | - | - | - |
|  | 1. | CC Palermo   | 6   | 2 | 2 | 0 | 0 |
|  | 2. | CC Firenze A | 3   | 2 | 1 | 0 | 1 |
|  | 3. | CK Academy   | 0   | 2 | 0 | 0 | 2 |

|  |    | Girone I     | Pti | G | V | N | P |
|  | -- | ------------ | --- | - | - | - | - |
|  | 1. | KST Siracusa | 6   | 2 | 2 | 0 | 0 |
|  | 2. | CUS Bari     | 3   | 2 | 1 | 0 | 1 |
|  | 3. | GC Polesine  | 0   | 2 | 0 | 0 | 2 |

|  |    | Girone L     | Pti | G | V | N | P |
|  | -- | ------------ | --- | - | - | - | - |
|  | 1. | CC Offredi A | 6   | 2 | 2 | 0 | 0 |
|  | 2. | Jomar Club   | 3   | 2 | 1 | 0 | 1 |
|  | 3. | CC Napoli    | 0   | 2 | 0 | 0 | 2 |

|  |    | Girone M     | Pti | G | V | N | P |
|  | -- | ------------ | --- | - | - | - | - |
|  | 1. | GC Roma A    | 6   | 2 | 2 | 0 | 0 |
|  | 2. | CC Firenze B | 3   | 2 | 1 | 0 | 1 |
|  | 3. | Asd SNAP     | 0   | 2 | 0 | 0 | 2 |

|  |    | Girone N        | Pti | G | V | N | P |
|  | -- | --------------- | --- | - | - | - | - |
|  | 1. | SC No Limits    | 4   | 2 | 1 | 1 | 0 |
|  | 2. | LNI Taranto     | 4   | 2 | 1 | 1 | 0 |
|  | 3. | Canott. Sabazia | 0   | 2 | 0 | 0 | 2 |

|  |    | Girone O            | Pti | G | V | N | P |
|  | -- | ------------------- | --- | - | - | - | - |
|  | 1. | San Miniato         | 6   | 2 | 2 | 0 | 0 |
|  | 2. | CC Offredi B        | 3   | 2 | 1 | 0 | 1 |
|  | 3. | SS Lazio Canoa Polo | 0   | 2 | 0 | 0 | 2 |

|  |    | Girone P   | Pti | G | V | N | P |
|  | -- | ---------- | --- | - | - | - | - |
|  | 1. | LNI Ancona | 6   | 2 | 2 | 0 | 0 |
|  | 2. | UCK Bari   | 3   | 2 | 1 | 0 | 1 |
|  | 3. | GC Roma B  | 0   | 2 | 0 | 0 | 2 |

### Semifinali
- CN Posillipo - CC Offredi A 6-3
- CC Palermo - KST Siracusa 4-2

### Finali
- CN Posillipo - CC Palermo 5-4
- KST Siracusa - CC Offredi A 4-2

## Classifica finale
1 Circolo Nautico Posillipo
2 Canoa Club Palermo
3 KST 2001 Siracusa
4 Circolo Canottieri Antonio Offredi A.S.D. A
5 Mariner Canoa Club
6 Canottieri Comunali Firenze A
7 CUS Bari
8 Jomar Club Catania
9 Società Canottieri Ichnusa
10 Canoa Kayak Gravità Zero Academy
11 Gruppo Canoe Polesine
12 Canoa Club Napoli
13 Canoa San Miniato
14 Gruppo Canoe Roma A
15 LNI Ancona
16 SC No Limits
17 LNI Taranto
18 UCK Bari
19 Canottieri Comunali Firenze B
20 Circolo Canottieri Antonio Offredi A.S.D. B
21 Canottieri Sabazia
22 Asd SNAP
23 Gruppo Canoe Roma B
24 SS Lazio Canoa Polo

## Vincitore
| Vincitore della Coppa Italia 2010     |
| ------------------------------------- |
| Circolo Nautico Posillipo (7º titolo) |